# Михалевич Олександр Володимирович
Олександр Володимирович Михалевич (17 липня 1907, Житомир — 12 травня 1973, Київ) — радянський письменник, кіножурналіст і кінодраматург, член Спілки письменників СРСР (з 1947 року).

## Біографія
Народився 17 липня 1907 року в Житомирі. У 1929 році закінчив педагогічний факультет Ростовського університету. Працював у пресі. З 1941 року брав участь у німецько-радянської війни як сапер, помічник командира батальйону, відвойовував Київ. Був секретарем редакції газети 1-го Українського фронту «За честь Родины».
З 1944 до 1949 року працював заступником головного редактора республіканської газети «Правда України». У жовтні 1948 — серпні 1949 року — в.о. редактора республіканської газети «Правда України». Виступав зі статтями з питань кіномистецтва.
З 1949 року — на творчій роботі, член редакційної колегії журналу «Перець».
Нагороджений орденами Червоної Зірки (1943), «Знак Пошани» (23.01.1948), медалями. Почесна грамота Президії Верховної Ради Української РСР (20.01.1967).

Могила Олександра Михалевича

Жив у Києві. Помер 12 травня 1973 року. Похований на Байковому кладовищі (ділянка № 28).

## Творчість
Автор книг: «На всенародному огляді», «Високі низи», «Сутичка принципів», «Про пристрасті і пристрасть», «Все цікавіше жити», «Слухайте Костянтинівку», «Люди і принципи», «Молодо — не зелено», «Небесне та земне».
За його сценаріями знято кілька документальних фільмів:
- «Про це сперечаються в світі» (1960);
- «Земля донецька — море житейське» (1963);
- «Освідчення в коханні» (1966).